# Gilbert A. Currie

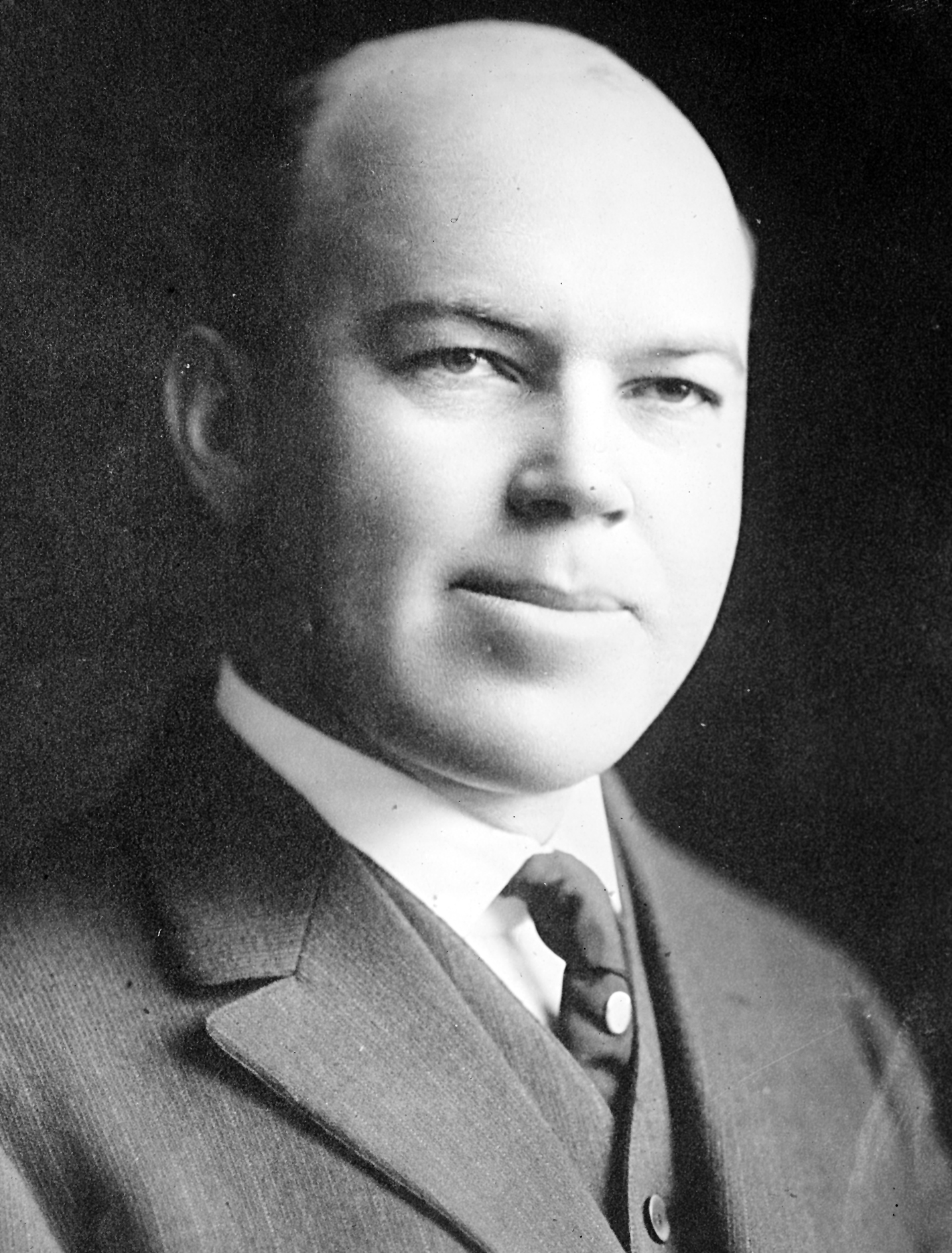
Gilbert A. Currie

Gilbert Archibald Currie (* 19. September 1882 in Midland, Michigan; † 5. Juni 1960 ebenda) war ein US-amerikanischer Politiker. Zwischen 1917 und 1921 vertrat er den Bundesstaat Michigan im US-Repräsentantenhaus.

## Werdegang
Gilbert Currie besuchte die öffentlichen Schulen seiner Heimat. Nach einem anschließenden Jurastudium an der University of Michigan in Ann Arbor und seiner 1905 erfolgten Zulassung als Rechtsanwalt begann er in Midland in diesem Beruf zu arbeiten. Gleichzeitig schlug er als Mitglied der Republikanischen Partei eine politische Laufbahn ein. Zwischen 1909 und 1915 saß er als Abgeordneter im Repräsentantenhaus von Michigan, dessen Präsident er seit 1914 als Nachfolger von Herbert F. Baker war. Im Jahr 1914 bewarb er sich noch erfolglos um die Nominierung seiner Partei für die Kongresswahlen.
Bei den Wahlen des Jahres 1916 wurde Currie dann aber im zehnten Kongresswahlbezirk von Michigan in das US-Repräsentantenhaus in Washington, D.C. gewählt, wo er am 4. März 1917 die Nachfolge von George A. Loud antrat. Nach einer Wiederwahl im Jahr 1918 konnte er bis zum 3. März 1921 zwei Legislaturperioden im Kongress absolvieren. In diese Zeit fiel unter anderem der Erste Weltkrieg. Außerdem wurden damals im Kongress der 18. und der 19. Verfassungszusatz verabschiedet.
1920 wurde Currie von seiner Partei nicht mehr zur Wiederwahl nominiert. In den folgenden Jahren praktizierte er wieder als Anwalt; außerdem engagierte er sich im Bankgewerbe. Politisch ist Gilbert Currie nicht mehr in Erscheinung getreten. Er starb am 5. Juni 1960 in Midland, wo er auch beigesetzt wurde.